# 1056
Cette page concerne l'année 1056  du calendrier julien. Pour l'année 1056 av. J.-C., voir 1056 av. J.-C.
L'année 1056 est une année bissextile qui commence un lundi.

## Événements
- L'Almoravide Yahya Ibn Omar est battu et tué par les nomades goddala révoltés à la bataille de Tabfarilla, malgré le soutien du roi toucouleur du Tekrour, Lebbi, qui s'est converti à l’islam dès le milieu du XIe siècle[1].
- Les berbères Zenâtas de Sidjilmâsa se soulèvent contre les Almoravides. La reconquête de Sidjilmâsâ est longue et difficile. Ibn Yacine est tué en 1059 par les Berghouata[2].

### Europe
- Avril : troisième entrevue d'Ivois, sur la Chiers entre le roi des Francs Henri Ier et l'empereur Henri III[3]. Les relations entre les deux monarchies s'interrompent jusqu'en 1171.
- 26 mai, Pentecôte : établissement d'un évêché autonome en Islande. Le premier évêque islandais, Ísleifr Gizurarson, après sa formation dans un couvent de Westphalie, est consacré à Brême[4]. Il s’installe à Skálholt, dans le sud-ouest de l’île. Il s’oppose à l’Église des godhar (godharkirkja) et se tourne vers le continent pour la formation des religieux et l’organisation des couvents qui sont fondés dans la deuxième partie du XIe siècle (Thykkvabær, Helgafell, Hítardarl, Flatey).
- 31 août : début du règne de Michel VI Stratiotikos, empereur byzantin, général désigné par les eunuques à la mort de Théodora (fin en 1057)[5].
- 5 octobre : début du règne d'Henri IV, empereur romain germanique (fin en 1106), alors âgé de six ans[6]. Régence d’Agnès de Poitiers, mère d’Henri IV et du pape Victor II, puis à partir de 1062[7] régence des archevêques Annon de Cologne et Adalbert de Brême sur le Saint-Empire. Les grands féodaux reprennent leur indépendance.

- Début du mouvement populaire des Patarins de Milan contre l'opulence et les mœurs relâchés du clergé (fin en 1075)[8].

- Moulin à papier attesté à Xàtiva en Espagne[9].